# 283毫米SK C/34速射炮
28 cm SK C/34是一門由納粹德國在 1934年設計的283毫米，54.5倍徑艦炮。它是沙恩霍斯特級戰列艦的主炮，也曾被計劃作為P. 1000巨鼠式重型巡航坦克的主炮。

## 腳註
1. ↑  SK - Schnelladekanone (速射炮); C - Construktionsjahr (設計年份)